# Pink Floyd
Pink Floyd este o formație rock engleză formată în anul 1965 în Cambridge, Anglia, faimoasă pentru compozițiile sale revoluționare în stil rock progresiv și rock psihedelic, cu versuri filozofice, experimente sonore, originalitate, coperte inovative de albume muzicale și spectacole live intens elaborate.
Componența inițială a formației era: Syd Barrett (vocal, chitară), Roger Waters (chitară bas), Rick Wright (clape), Nick Mason (baterie). Având un comportament bizar și necontrolat, la cererea expresă a celorlalți membri ai trupei, Barrett a părăsit trupa în 1968, la puțin timp după apariția albumului de debut, locul său fiind luat de David Gilmour.
Pink Floyd a devenit una dintre formațiile rock cele mai influente și pline de succes, grupul vânzând de-a lungul timpului un număr estimat la peste 75 de milioane de albume muzicale doar în Statele Unite, (Sursa RIAA, conform datelor avute la 22 aprilie 2006), și peste 200 de milioane de albume în restul lumii (Sursa About.com Arhivat în 17 noiembrie 2007, la Wayback Machine., conform datelor avute la 9 februarie 2006).
La început, Pink Floyd s-a bucurat de un succes modest, ca o trupă de rock psihedelic condusă de Syd Barrett. După înlocuirea sa cu chitaristul David Gilmour, registrul nivelului muzical al formației a atins cote de rafinament și elaborare superioare. Albumele lor tematice, The Dark Side of the Moon (1973), Wish You Were Here (1975), Animals (1977) și The Wall (1979), au atins nivelul succesului internațional, devenind nu numai albume de mare succes muzical, critic și comercial, dar și momente de referință având mare impact muzical și temporal în lumea muzicii rock'n'roll.

## Istoric

### 1964, formare
La mijlocul anului 1964, în incinta colegiului universitar din Cambridge (Anglia), studenții la arhitectură Roger Waters, Nick Mason împreună cu Richard Wright, pianist, student la Conservator, alcătuiesc împreună o formație care se va numi pe rând Sigma 6, The Meggadeaths, The Screaming Abdabs, The Abdabs și T-Set împreuna cu Juliette Gale la voce și cu chitaristul de jazz Bob Klose.
Neavând succes, Waters apelează la prietenul său, Roger "Syd" Barett, student la arte plastice. Acestuia i se datorează noua titulatură a trupei, provenita din combinația prenumelor a doi interpreți de blues: Pink Anderson și Floyd Council. Cei patru combinau acordurile de blues cu improvizații free-jazz. De asemenea, nu lipseau efectele de lumini și cunoscutele explozii pirotehnice. Un nou gen se născuse: "rock psihedelic".

### 1966
După un an, în 1966 ei se despart de managerul Mike Leonard și de Bob Klose, care intrase în conflict cu Barrett. Pink Floyd sunt ascultați într-o seară la un concert în celebrul Marquee Club de omul de afaceri Peter Jenner, care are revelația potențialului lor. Trupa vizitează un Sound & Light Workshop de unde le vine ideea să se ocupe de rock-ul electronic pe teme psihedelice. Pe 15 octombrie 1966, Pink Floyd susține un show multimedia în fața a 2.000 de spectatori, show care avea să le aducă faima peste ani. Hit-uri ca "Arnold Lane" și "See Emily Play" cuceresc topurile în 1967.
Pink Floyd semnează un contract cu EMI Records, care le pune la dispoziție studiourile de pe Abbey Road, iar show-urile devin din ce în ce mai explozive, show-uri care, de fapt, caracterizează declinul psihic al lui Syd Barett. Solo-uri interminabile, maltratarea continuă a chitarei în mijlocul pieselor, refuzul de a da interviuri transmise la televiziunea britanică și americană, consumul abuziv de halucinogene, sunt numai câteva exemple din comportamentul lui Syd.

### 1967, primul disc
Primul disc apare în 1967 cu numele "The Piper at the Gates of Dawn", care ocupă locul 3 în topul britanic. Albumul este dominat de piesele lui Barrett, atmosfera este poetică, misterioasă, ciudată. Atitudinea greu de suportat a lui Syd, mereu în contradictoriu cu ceilalți membri, problemele sale legate de droguri determină aducerea în trupa a lui David Gilmour, în 1968, urmată de plecarea lui Syd în 1969.
Pink Floyd evoluează la un concert de mari proporții, organizat în Hyde Park, în fața a 5.000 de spectatori. În program au mai figurat Jethro Tull și Roy Harper. În aceeași zi fusese pus în circulație al doilea album, "A Saucerful of Secrets", produs de Norman Smith, care se clasează pana pe locul 10 în topul britanic. Floyd experimentează noi formule de sunet; sunt folosite benzi preparate, ritmuri preînregistrare, este anticipată apariția sintetizatorului. În Franța vor înregistra soundtrackul filmului More.

### 1969,Ummagumma
La sfârșitul lui octombrie 1969 apare dublul album live "Ummagumma", care prinde la public, dar este neînțeles de presă. În 1970 apar cele doua albume solo al lui Syd Barrett, produse de Gilmour și Waters. Tot în 1970 este editat albumul "Atom Heart Mother", unul din cele mai reușite albume reprezentând o coproducție cu compozitorul de muzică avantgardistă Ron Geesin, care a aplicat astfel primele efecte sonore, prin cuplarea la mixer a două magnetofoane. Revenirea trupei pentru un concert în Hyde Park adună un public de peste 100.000 de spectatori. Pink Floyd se bucură acum de o recunoaștere necondiționată din partea admiratorilor tuturor genurilor muzicale: de la clasic la jazz, pop și rock.
Urmează experimentul muzical Meddle. Cotidianul Financial Times îl caracterizează ca un succes nemaiîntâlnit al trupei. Piesa Echoes de pe album este semnificativa pentru evoluția în concert a trupei și va deveni nelipsită din repertoriul formației. Piesa cunoaște numai un singur ton, acesta fiind vibrat continuu de Wright. Paralel cu apariția lui "Meddle", pe ecrane apare filmul "Live at Pompeii". Pelicula cuprinde un show unic în ruinele amfiteatrului din Pompeii.

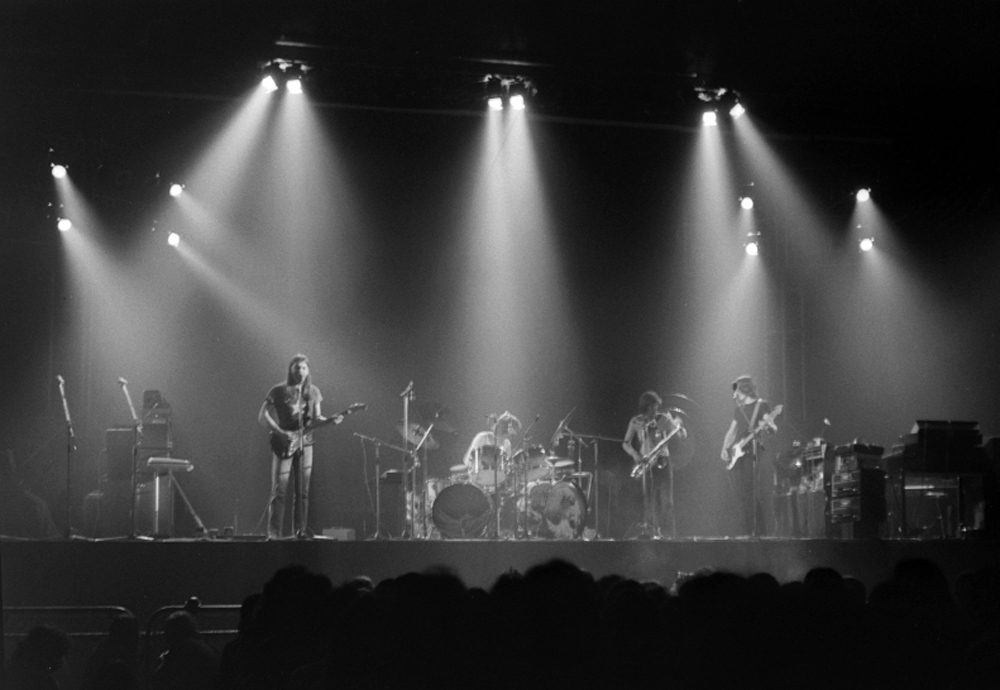
Pink Floyd, performând în concert la Earls Court în timpul turneului "The Darkside of the Moon" (1973)

### EclipseșiThe Dark Side of the Moon
Trupa înregistrează EP-ul "Eclipse", ce va sta la baza primului album conceptual, numit mai tarziu The Dark Side of the Moon. Apărut la începutul anului 1973 albumul avea să spargă toate recordurile cunoscute până la acea data; 40 de milioane de discuri vândute până în 2004 și single-ul "Money", ocupând pentru o durată de 15 ani topul 200 Billboard iar albumul 741 de săptămâni. Inovațiile pe sunet proprii grupului nu lipsesc: discul începe cu reproducerea bătăilor inimii (montaj de benzi magnetice realizat de Manson); alarme, ceasuri sunând, gemete, rumoare, samd, intră de asemenea în arsenalul efectelor sonore folosite.
În ianuarie 1975, la reluarea activității de înregistrare, se imprimă piesa Shine on you Crazy Diamond, omagiu lui Syd Barrett, a cărui absență este resimțită și regretată de foștii parteneri. Syd își face apariția în studio exact în timpul inregistrării piesei, dar numai pentru o scurtă vizită, spre marea dezamagire a grupului. Acesta, dupa unele încercări de apariții solo, se va retrage cu sprijinul foștilor colegi în idila din Cambridge. Shine on You Crazy Diamond este inclusă pe urmatorul disc Wish You Were Here scos în 1975, piesa de titlu având de asemenea o conotație specială, cu trimitere către Barrett. Albumul ajunge pe locul 1 în clasamente din Statele Unite și Regatul Unit, cu vânzări foarte bune.
O parte a anului 1976 este rezervată înregistrării albumului Animals, apărut în ianuarie 1977, un album de valoare, dar fără nota de inedit cu care Pink Floyd își obisnuise publicul.

### The Wall
Înregistrarile albumului The Wall sunt purtate într-o atmosferă încarcată. Certurile între Waters și Wright marchează finalul înregistrării albumului și Wright părăsește trupa. Apariția discului (decembrie 1979) atinge însă în public recorduri nebănuite; 30 milioane de albume vandute, single-ul "Another Brick in the Wall, part 2", este luni de zile numărul unu în Europa. Fisurile în trupa erau de data asta vizibile. Gilmour și Waters nu schimbau nici un cuvânt înainte de show-uri. Wright, care nu mai făcea parte din Pink Floyd, era un simplu angajat al trupei pentru concerte, iar Mason se retrăgea timid în spatele bateriei. Pe scenă cei patru erau despărțiți și la propriu și la figurat de ziduri de carton.

### The Final Cut
În 1983 apare The Final Cut, un album ce cuprinde piese needitate pe "The Wall". Doi ani mai târziu când trupa hiberna muzical și Waters în sfarsit își realizase proiectul solo The Pros and Cons of Hitch Hiking, Waters părăsește trupa.

### Reluarea turneelor
După o lungă perioadă de inactivitate, turneele se reiau în 1987. Se reface formula de trio a vechilor membri (Wright revine în trupa, întâi ca membru angajat, dupa care pe post de membru oficial) pentru a înregistra albumul "A Momentary Lapse of Reason". Turneul mondial care a urmat a durat 4 ani, a avut 5,5 milioane de spectatori în 100 de show-uri, o apariție inedită fiind concertul care a avut loc pe o scena plutitoare în laguna Veneției, în anul istoric 1989. Pink Floyd a avut parte însă de opoziția lui Waters care le-a interzis să cânte sub numele Pink Floyd, dar pana la urma lucrurile s-au aranjat. În 1989 apare materialul live al turneului Delicate Sound of Thunder. Acest album a fost emis prin difuzoare externe în noiembrie 1989, în spațiul cosmic, de catre echipajul capsulei spațiale franco-sovietice "Soyuz 7".

### 1994, 1995 și 2005
În 1994 apare albumul "The Division Bell" care poartă amprenta lui Wright. Albumul aduce trupei un nou record, fiind primul lor titlu intrat direct pe locul 1 în clasamente. În martie 1994 începe noul turneu mondial, cuprinzând 110 spectacole, susținute în 77 de metropole, cota de spectatori de 5 milioane fiind atinsă.
Un nou album live aparut în iunie 1995, "Pulse" este înregistrat în timpul a 14 concerte consecutive susținute la Londra. "Pulse" este un dublu album live, conținând întreg albumul The Dark Side of the Moon, remixat live. Ca o performanță tehnică deosebită trebuie menționat sistemul de înregistrare foarte sofisticat. Pentru experti "Pulse" deține cel mai pur sound posibil înregistrat vreodată în condiții live. În paralel trupa lansează și varianta video, cu inregistrarea unuia dintre cele 14 concerte. În 2000 este lansat o versiune live a albumului The Wall, o compilatie a concertelor din 1980-1981 din Londra, intitulată "Is There Anybody Out There? The Wall Live 1980–81".
Pe 2 iulie 2005, Roger Waters li se alătură lui David Gilmour, Nick Mason, și Rick Wright pentru un spectacol în cadrul concertelor Live 8, fiind pentru prima dată după 24 de ani când toți cei patru membri cântă împreună pe scenă.
Apar multe zvonuri despre o posibilă reuniune și un turneu mondial, dar în ianuarie 2006, David Gilmour face un anunț în numele trupei în care dezminte zvonurile, Pink Floyd neavând în planuri de a se reuni.

## Discografie

### Albume de studio
- The Piper at the Gates of Dawn (1967)
- A Saucerful of Secrets (1968)
- Music From the Film More (1969)
- Ummagumma (1969)
- Atom Heart Mother (1970)
- Meddle (1971)
- Obscured by Clouds (1972)
- The Dark Side of the Moon (1973)
- Wish You Were Here (1975)
- Animals (1977)
- The Wall (1979)
- The Final Cut (1983)
- A Momentary Lapse of Reason (1987)
- Shine On (1992)
- The Division Bell (1994)
- The Endless River (2014)

### Albume Live
- Ummagumma (1969)
- Delicate Sound of Thunder (1988)
- Pulse (1995)
- Is There Anybody Out There? The Wall Live 1980–81 (2000)

## Componență
- Syd Barrett - chitară, voce (1964 - 1968)
- David Gilmour - chitară, voce (1968 - prezent)
- Bob Klose - chitară (1964)
- Nick Mason - baterie (1964 - prezent)
- Roger Waters - bas, voce (1964 - 1985)
- Richard Wright - claviaturi (1964 - 1981, 1987 - 2008)